# Thomas Arthur de Lally
Thomas Arthur, graaf van Lally, baron van Tollendal (Romans-sur-Isère, januari 1703 – Parijs, 6 mei 1766) was een Frans militair en jacobiet van Ierse afkomst. In India voerde hij de Franse troepen aan in de Derde Oorlog om de Carnatic, die voor de Fransen desastreus verliep. Dit betekende het einde van Franse koloniale ambities in India. Terug in Frankrijk werd Lally tot zondebok gemaakt voor het verlies van de oorlog en ter dood veroordeeld.

## Levensloop

### Militaire loopbaan
Lally-Tollendal was de zoon van Sir Gerard Lally of O'Mullally, een uit het Ierse Tuam (in County Galway) afkomstige jacobiet, die in 1690 met James II naar Frankrijk was gevlucht na de Glorious Revolution van 1688. Zijn moeder was Anne-Marie de Bressac de la Vache, dochter van een Franse edelman. Thomas Arthur de Lally werd in 1709 tot kapitein in het Franse leger benoemd, en was tijdens de Spaanse Successieoorlog aanwezig bij het beleg van Barcelona (1713-1714). Zijn militaire carrière moest worden afgebroken zodat hij een opleiding kon volgen.
In 1734 werd Lally tot adjudant van een Iers regiment benoemd. In 1737 bezocht hij Engeland om in het geheim de stemming voor een jacobitische opstand te peilen. Daarna werd hij door de kardinaal Fleury op een geheime missie naar Rusland gestuurd. In 1742 was hij terug in Frankrijk, waar hij onder de hertog van Noailles diende. Deze stelde een Iers regiment samen waarvan Lally de bevelhebber werd. In de Oostenrijkse Successieoorlog nam Lally met zijn Ierse regiment deel aan de slagen bij Dettingen (1743) en Fontenoy (1745).
Lally vergezelde prins Charles (de "Young Pretender") in 1745 tijdens diens invasie van Engeland en Schotland. Hij was adjudant van de prins in de Slag bij Falkirk (1746) en vluchtte na de nederlaag van de jacobieten terug naar Frankrijk. Onder maarschalk Maurits van Saksen werd hij in de Oostenrijkse Nederlanden gelegerd, waar hij aan vrijwel alle belangrijke slagen uit de Franse campagne deelnam. Bij het beleg van Maastricht in 1748 werd hij tot maréchal de camp bevorderd.

### Bevelhebber in India

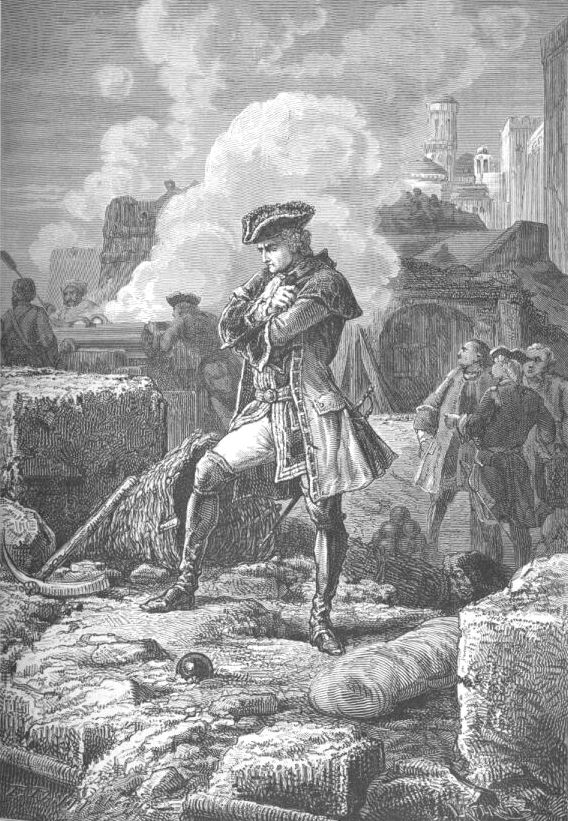
Lally tijdens het beleg van Pondicherry. 19e-eeuwse lithografie.

Toen er in 1756 opnieuw oorlog tussen Engeland en Frankrijk uitbrak, werd Lally benoemd tot opperbevelhebber van de Franse strijdkrachten in India en met vier bataljons naar de Franse kolonie Pondicherry gestuurd, waaronder zijn twee Ierse regimenten. Tijdens de Tweede Oorlog om de Carnatic in 1754 was de Britse macht over het zuiden van India gegroeid, wat een gevaar vormde voor de Franse belangen. Lally's benoeming was controversieel, want de markies van Bussy-Castelnau, die al jaren in India diende en het land en de bevolking veel beter kende, leek een betere keuze.
Lally en zijn troepen werden naar India verscheept in een kleine vloot onder bevel van de graaf van Aché, die bestond uit een oorlogsschip van de Franse marine en acht bewapende schepen van de Compagnie des Indes. In december 1757 werd na een lange en gevaarlijke reis van acht maanden Mauritius aangedaan en in april 1758 verscheen de kust van India in zicht. De Britten probeerden de expeditie tegen te houden tijdens de slag bij Cuddalore (29 april 1758), maar de Franse vloot slaagde erin door de blokkade heen te breken en Pondicherry te bereiken. Lally veroverde in het opvolgende jaar grote delen van de Carnatic op de nawab van Arcot, een Britse bondgenoot. Na de verovering van Arcot en de Britse handelspost Cuddalore sloeg hij in december 1758 het beleg op voor Madras. Aché was echter teruggevaren naar Mauritius om de moesson af te wachten, zodat de Fransen het zonder steun van de vloot moesten doen. In februari 1759 zag Lally zich gedwongen het beleg op te heffen. Een poging de stad Tanjore in te nemen mislukte.
Lally was een capabel en ervaren militair, maar een belangrijke reden voor het mislukken van de campagne in India was zijn arrogante karakter. Hij dreef zijn ondergeschikten en de bestuurders in Pondicherry tegen zich in het harnas en minachtte de lokale heersers, op wier steun de Fransen onder Dupleix altijd hadden kunnen rekenen. Lally wantrouwde de inheemse sepoys (huurlingen) en geloofde niet in hun inzetbaarheid, ook al waren ze op Europese wijze getraind. Hij maakte ook ruzie met zijn adjudant, de ervaren Bussy-Castelnau, die beter wist hoe de inheemse vorsten bespeeld konden worden maar wiens advies Lally in de wind sloeg.
De kansen keerden nadat in 1760 Britse versterkingen gearriveerd waren, die ironisch merendeels bestonden uit regimenten van sepoys. Lally was gedwongen zich terug te trekken naar Pondicherry door de Britse overwinning onder Eyre Coote in de Slag bij Wandiwash. Na de komst van de Britse versterkingen werd Lally belegerd in Pondicherry. Met 1200 verdedigers tegen een Britse overmacht van 15.000 man wist Lally lang stand te houden. Na maanden van gevechten en uithongering capituleerde hij in januari 1761, waarna hij door de Britten gevangen werd genomen.

### Zondebok en proces
Na te zijn overgeplaatst naar Madras werd Lally als gevangene naar Londen gestuurd. Hier hoorde hij het nieuws dat hij in Frankrijk van hoogverraad, lafheid en corruptie was beschuldigd. Na het verlies in de Zevenjarige Oorlog hadden de Franse autoriteiten behoefte aan een zondebok. Lally was, als vreemdeling met weinig politieke vrienden die bovendien ongeliefd was bij zijn ondergeschikten, een goede kandidaat.

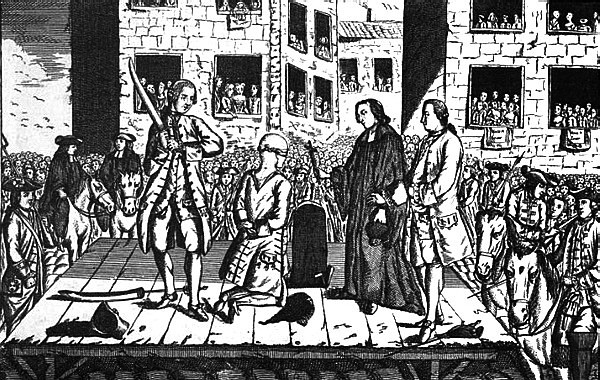
Onthoofding van Lally-Tollendal op het Place de Grève in Parijs.

Lally verzocht de Britten hem vrij te laten, zodat hij in Parijs zijn eer kon verdedigen tegen de beschuldigingen. Nadat hij zijn woord gegeven had bij vrijspraak terug te keren in Britse hechtenis, werd hij door de Britten op vrije voeten gesteld. In 1762 reisde hij naar Parijs, waar hij gearresteerd werd en in de Bastille gevangen gezet, zonder het recht een advocaat te kiezen. In gevangenschap schreef hij zijn memoires, waarin hij zijn optreden uitgebreid verdedigde. Hij stond erop berecht te worden door een krijgsraad, maar in plaats daarvan vond het proces plaats in het parlement van Parijs, met als aanklager Joseph Omer Joly de Fleury. De impopulaire koning Lodewijk XV van Frankrijk probeerde zich van de zaak te distantiëren en voor te doen alsof zijn ministers verantwoordelijk waren, maar het was duidelijk dat hij voor het verlies van de oorlog een zondebok nodig had. Na vier jaar gevangenschap werd Lally op 3 mei 1766 ter dood veroordeeld wegens het "verraden van de belangen van de koning". Op 6 mei werd hij onthoofd op het Place de Grève.
De executie van Lally wekte een storm van verontwaardiging in Europa. De schrijver Voltaire hielp Lally's zoon Gérard in 1773 bij een poging zijn vader te rehabiliteren, waardoor de zaak veel publieke belangstelling trok. De parlementen van Normandië en Boergondië besloten in 1778 dat de aanklacht wegens hoogverraad onterecht was geweest, maar de andere aanklachten bleven staan. Lally werd dan ook nooit geheel gerehabiliteerd, maar de zoon werd toegestaan zijn vaders naam en titels te gebruiken. De executie van Lally ging mede dankzij Voltaire in het Franse publieke bewustzijn gelden als voorbeeld van de corruptie van het ancien régime onder Lodewijk XV en XVI.
- Bibliothèque nationale de France: cb10642461t (data)
- Gemeinsame Normdatei: 132722941
- International Standard Name Identifier: 0000 0000 8102 7774
- Library of Congress Control Number: n84031153
- Nationale Bibliotheek van Tsjechië: mzk2016928697
- Nationale Bibliotheek van Israël: 987007264382205171
- SNAC: w6mp5ndf
- Système universitaire de documentation: 087205491
- Trove: 1092901
- Virtual International Authority File: 24592356
- WorldCat: E39PBJfxfxGJJhCkMCWTbjhfv3